# Dichaetomyia nebulosa
Dichaetomyia nebulosa är en tvåvingeart som beskrevs av Fritz Isidore van Emden 1942. Dichaetomyia nebulosa ingår i släktet Dichaetomyia och familjen husflugor. Inga underarter finns listade i Catalogue of Life.